# Edwardsiella loveni
Edwardsiella loveni is een zeeanemonensoort uit de familie Edwardsiidae. De anemoon komt uit het geslacht Edwardsiella. Edwardsiella loveni werd in 1892 voor het eerst wetenschappelijk beschreven door Carlgren. 